# Sven O. Hallman
Sven Olof Hallman, född 22 augusti 1907 på Skarpö i Värmdö socken, Stockholms län, död 26 september 1992, var en svensk jägmästare, affärsman, författare och pionjär inom svenskt sportfiske.
1939 inledde Hallman den moderna tidens sportfiske i Mörrumsån i Blekinge, och hans omfattande privata samling av sportfiskeutrustning donerades 1983 till bildandet av det svenska sportfiskemuseet Sportfiskeforum i Älvkarleby, som kretsar kring den Hallmanska Samlingen som bär hans namn.

## Biografi
Hallman föddes i Stockholms skärgård som ende son till arkitekten Per Olof Hallman och Agnes, född Wessberg. Hallman tog studentexamen 1926 vid Norra Real i Stockholm och jägmästarexamen 1932 vid Skogshögskolan i Stockholm, där han var klubbmästare under studietiden. 1932 var Hallman indirekt inblandad i von Sydowska morden, då han intet ont anande lånade ut sin pistol till Fredrik von Sydow.
Från 1944 fram till sin pensionering 1978 fungerade Hallman som verkställande direktör för Vilhelmson & Co AB Plantskydd, som leddes av hans sportfiskebroder Rolf Vilhelmson. Vilhelmson publicerade 1964 sin samling fiskeberättelser Med fiskespö jorden runt, och både Vilhelmsons skrivstil och person gör sig påminda i Hallmans egen bok från 1991 med titeln I lögn och ro : jägmästarens berättelser om jakt och fiske. Det var även tillsammans med Vilhelmson som Hallman 1942 gav upphov till fiskeflugan Chillimps.
Med början på 1950-talet författade Hallman ett otal artiklar och insändare i dagspress och sportfisketidningar, ofta under pseudonymerna "Salmo", "Salar" eller "Piscator". Dessa debattinlägg förespråkade insatser inom vattenrening och fiskevård. 1983 donerade Hallman sin över 3000 föremål omfattande samling av böcker, fotografier och sportfiskeutrustning till energiföretaget Vattenfall, som med donationen grundade det svenska sportfiskemuseet Sportfiskeforum i Älvkarleby, och som sedan 2009 drivs i nya lokaler med stöd från Älvkarleby kommun. Hallman utgav 1985 en katalogisering av sin samling i form av den första upplagan av boken Lite svensk sportfiskehistoria. På Hallmans 80-årsdag 1987 instiftade Vattenfall Hallmanpriset för värdefulla insatser inom sportfisket. Priset delades ut av Hallman själv under de åren han levde. Första priset mottogs av kung Carl XVI Gustaf och priset delades sedan ut årligen till och med 2004.
Innan Hallman dog kallades han för "den siste av sportfiskets stora pionjärer" av Bengt Öste. Hallman är begravd på Norra begravningsplatsen utanför Stockholm.